# Lexus UX
La Lexus UX è un crossover SUV di lusso di medie dimensioni in commercio dal 2019 prodotta dalla casa automobilistica giapponese Lexus. È offerta con motorizzazione full hybrid, motore benzina o elettrica.

## Profilo e contesto

### Debutto

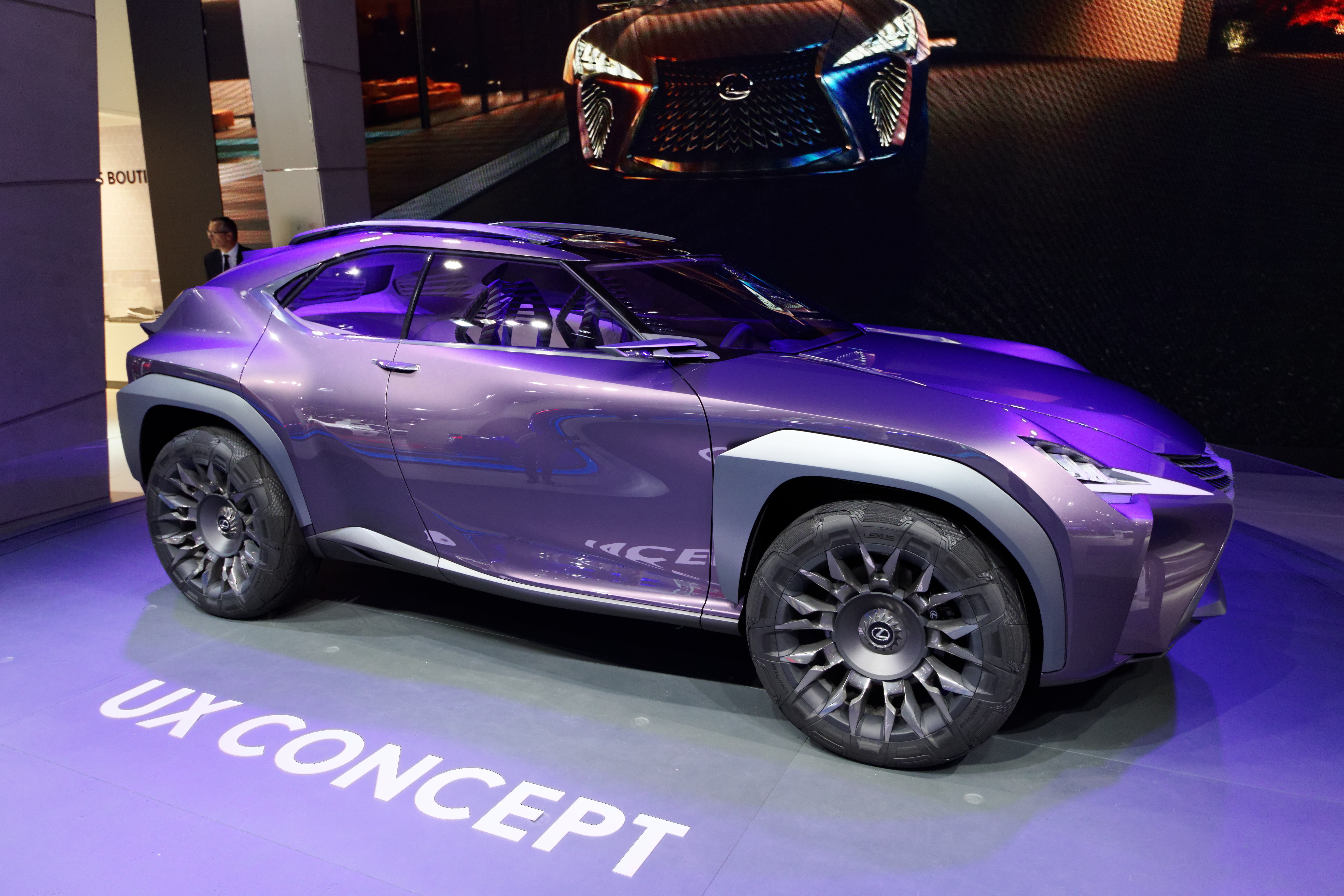
Lexus UX Concept

La vettura di serie è stata anticipata nel 2016 al Salone di Parigi da una concept chiamata Lexus UX Concept.
Presentata al Salone di Ginevra nel marzo 2018., il nome UX sta per "Urban Explorer". La UX è il SUV più piccolo del marchio Lexus, andandosi ad posizionare sotto la più grande Lexus NX. 
Nel novembre 2019 al Guangzhou Auto Show la Lexus ha presentato la UX 300e, una versione completamente elettrica per il mercato cinese, che è stata poi lanciata sul mercato l'11 gennaio 2021.
Agli inizi del 2021, la Lexus ha apportato alcune leggeri modifiche alla UX, in particolar modo ad alcuni dettagli degli interni introducendo nuovi allestimenti.

## Motorizzazioni
La UX 200 è alimentata da un motore a benzina 4 cilindri 2.0 accoppiato con una trasmissione CVT a variazione continua.
La UX 250h è alimentata da un motore ibrido-benzina 2.0 litri accoppiato con un CVT che nella versione 2022 sviluppa 184 CV/135 kW. È disponibile sia a trazione anteriore che integrale.
Dal 2020 è disponibile anche in versione elettrica (UX 300e), con un motore elettrico da 204 CV e 300 Nm di coppia massima. La batteria agli ioni di litio ha una capacità di 54,3 kWh, che consente un'autonomia di 299 km nel ciclo WLTP. L'accelerazione 0-100 km/h è di 7,5 secondi; la velocità massima è di 160 km/h.